# 22 Camelopardalis
22 Camelopardalis, som är stjärnans Flamsteed-beteckning, är en dubbelstjärna i den södra delen av stjärnbilden Giraffen. Den har en kombinerad skenbar magnitud på ca 7,03 och kräver åtminstone en fältkikare för att kunna observeras. Baserat på parallaxmätning inom Hipparcosuppdraget på ca 15,4 mas, beräknas den befinna sig på ett avstånd på ca 212 ljusår (ca 65 parsek) från solen. Den rör sig bort från solen med en heliocentrisk radialhastighet på ca 10 km/s. Den listades av Eggen (1991) som en medlem av superhopen IC 2391 och har också blivit katalogiserad som ingående i Hyaderna, men båda fallen betvivlades emellertid av Griffin (2005).

## Egenskaper
Primärstjärnan 22 Camelopardalis A är en gul till vit stjärna i huvudserien av spektralklass F5 V. Den har en massa som är ca 1,3 solmassor, en radie som är ca 1,7 solradier  och utsänder ca 5 gånger mera energi än solen från dess fotosfär vid en effektiv temperatur på ca 6 700 K.
22 Camelopardalis är en enkelsidig spektroskopisk dubbelstjärna med en omloppsperiod på 81,5 dygn och en betydande excentricitet på 0,14.